# 天主教庫爾納教區
天主教吉大港教區 （拉丁語：Dioecesis Khulnensis）是孟加拉國的一個羅馬天主教教區，屬吉大港總教區。位於孟加拉國西南部，包括庫爾納、巴里薩爾小部、達卡專區西部。
1952年1月3日昇為教區。2006年有11個堂區、30,056名教友、30名司鐸。座堂為聖若瑟主教座堂，教區主教席位由於原伯喬伊·德克魯茲2011年7月8日獲委任為錫爾赫特教區主教後懸空。